# کوتا (آیووا)
کوتا (به انگلیسی: Keota) شهری در ایالت آیووا کشور ایالات متحده آمریکا است که جمعیت آن در سرشماری سال ۲۰۱۰ میلادی، ۱٬۰۰۹ نفر بوده‌است.